# لرباخ
لرباخ (به آلمانی: Lerbach) یک منطقهٔ مسکونی در آلمان است که در اویتروده آم هارتس واقع شده‌است. لرباخ ۱٬۰۲۸ نفر جمعیت دارد.